# Municipio de Hueyotlipan
El municipio de Hueyotlipan (del náhuatl: 'Huēyohtlipan' [weːjoʔt͡ɬipan] ‘Sobre (el) camino grande’) es uno de los 60 municipios del Estado de Tlaxcala. Su cabecera es la localidad de Hueyotlipan. Comprende una superficie total de 173,44 kilómetros cuadrados, se ubica en el altiplano central mexicano a 2560 metros sobre el nivel del mar. La demarcación se encuentra ubicada en la zona poniente del estado, colinda al norte con los municipios de Tlaxco y Benito Juárez, al sur con Ixtacuixtla y Panotla, al oriente con Muñoz de Domingo Arenas,  San Lucas Tecopilco y Xaltocan y al poniente con los municipios de Sanctórum y Españita. Está conformado por 12 comunidades, de las cuales, San Ildefonso Hueyotlipan está reconocida como cabecera municipal. Actualmente cuenta con una población total de 15190 personas de acuerdo con cifras del Censo de Población y Vivienda 2020.

## Símbolos
El escudo municipal es un glifo que comprende ribeteado de negro: el marco exterior, en rojo el continente en un marco concéntrico: negro; y el contenido es un lienzo azul, todos ellos representando, el componente emblemático, de los elementos de la madre naturaleza; agua, tierra, viento y fuego, así como, en el centro del lienzo, cimentado en el “gran camino”, un pendón blanco con dos huellas de una persona del pie izquierdo y tres del pie derecho, simbólicos de la materia y del espíritu humano. Exhibidos en policromía de colores. Marco exterior e interior con una saliente centrada a manera de llave. El glifo es de origen Náhuatl que simboliza la toponimia del lugar y cuyo significado configura la acepción: Hueyotlipan, proviene de los vocablos náhuatl huey, que significa grande; así como de ohtli, camino y de ipan, sobre. De ese modo Hueyotlipan quiere decir “sobre el camino grande o principal”. El bando municipal establece en su artículo 13 que "El escudo del municipio de Hueyotlipan, deberá ser utilizado por los órganos de Gobierno del Ayuntamiento de la ciudad, para tal efecto, deberá exhibirse en forma ostensible dicho Escudo tanto en las Oficinas Gubernamentales municipales como en todo tipo de documentos oficiales y bienes del patrimonio público municipal. [...] Por lo tanto, queda estrictamente prohibido el uso del Escudo del Municipio de Hueyotlipan, para fines publicitarios no oficiales y de explotación comercial.

## Historia
Hernán Cortés pasó por este lugar cuando huía de la ciudad de México-Tenochtitlan, en aquel entonces este era el primer pueblo en territorio Tlaxcalteca viniendo por el oeste. Ahí le atendieron y al parecer le practicaron una cirugía en donde fue curado de una grave herida en la cabeza después el episodio conocido como la Noche Triste.
Ahí también le alcanzaron los principales de Tlaxcala para corroborar que a pesar de la derrota la alianza entre Tlaxcala y los españoles seguía vigente. Y ya que algunos de los soldados tlaxcaltecas que apoyaron esta incursión habían muerto, sentían esta derrota como propia.

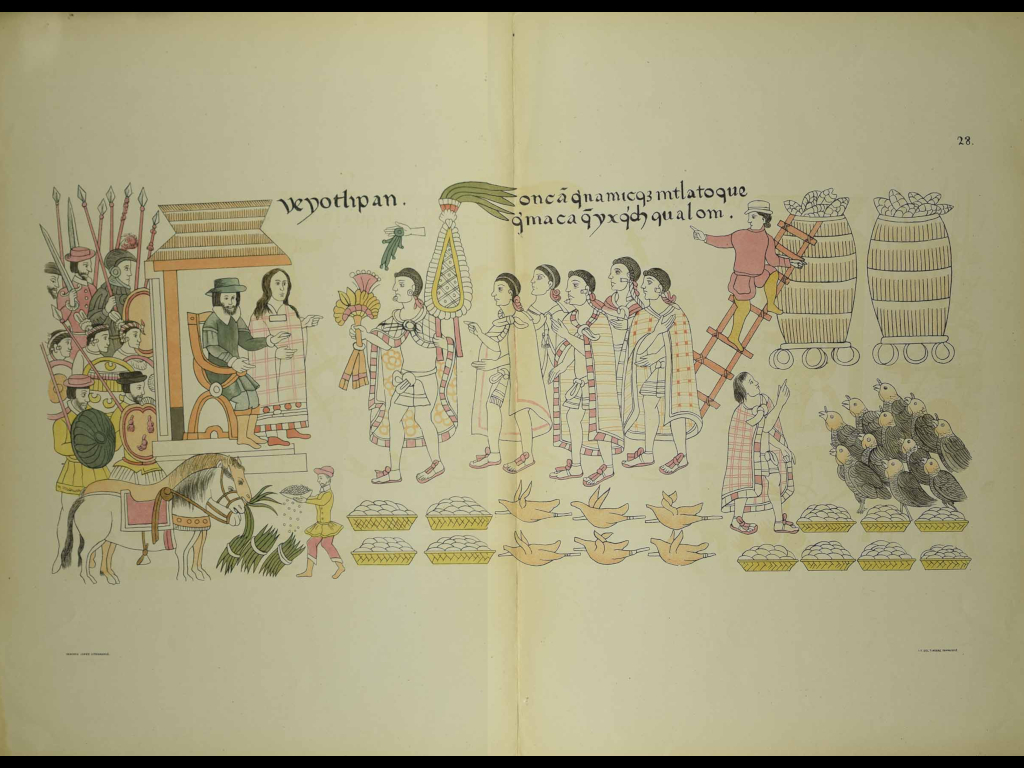
Recibimiento en Hueyotlipan

## Colonia
En 1535 Carlos V decretó mediante disposición real, que el territorio de Tlaxcala sería para uso exclusivo de los tlaxcaltecas, prohibiendo el establecimiento de colonos españoles. Esta disposición fue constantemente violada por los ganaderos españoles que radicaban en Puebla quienes, en un principio y después, con consentimiento de la real Audiencia de la Ciudad de México, fueron adquiriendo propiedades en Tlaxcala. En el caso concreto de Hueyotlipan, al finalizar el siglo XVI grandes fincas fueron adquiridas por españoles que seguían el ejemplo de Francisco López Ordóñez, quien dirigió la poderosa comunidad económica en San Luis Apizaco.
La penetración española en Hueyotlipan no estuvo exenta de conflictos. El 28 de enero de 1608 el virrey don Luis de Velasco, le ordenó a Gaspar de Castillo Rivadeneira, juez y escribano de las congregaciones, otorgar ejidos bastantes a Hueyotlipan, poniendo las mojoneras, asentándolo en autos, a fin de que el gobernador de Tlaxcala impida que los ganados y bestias de los españoles pasten en dichos ejidos, en caso de hacerlo, imponiendo penas a los transgresores "sin excederse en manera alguna".
La disposición anterior fue consecuencia de las constantes quejas que los indígenas de Hueyotlipan le enviaron al virrey don Luis de Velasco, en torno a la introducción del ganado de los españoles a terrenos de su pueblo todo el año, y que este pastaba hasta en los terrenos de la iglesia del pueblo, destruyendo las nopaleras y magueyes, además de comerse milpas y sementeros. Le pedían al virrey que les señalara los ejidos de la población y pusiera las mojoneras, señalando cuando menos media legua a la redonda de su pueblo para que dentro de ella quedara prohibida la introducción de ganados.
Fray Juan Sarmiento conminaba al juez Gaspar de Castilla Rivadeneira a cumplir la instrucción virreinal, recordándole que los indios de la cabecera de Hueyotlipan habían ayudado a la conquista de la Ciudad de México (Tenochtitlán) favoreciendo al marqués del Valle en todas ocasiones "en especial cuando vino desbaratado de la ciudad de México".
La presencia hispánica, aparte de la posición estratégica de Tlaxcala entre el Golfo de México y el Altiplano, dinamizó la economía regional pues el camino México-Tlaxcala-Veracruz, en su tramo de Tlaxcala a Calpulalpan, pasó también por Hueyotlipan, incorporándola a la corriente de comercio.
A fines de la Colonia Hueyotlipan estaba conformada con seis pueblos, 15 haciendas y un rancho. La población española no era muy numerosa, pues apenas llegaba a 20 españoles. El mestizaje también estaba presente con una población de 30 por ciento. La población indígena no sobrepasaba 1 341 habitantes.

## SigloXIX
Entre las acciones insurgentes de carácter local se recuerda la sublevación del cura de Hueyotlipan con más de 20 pueblos, que desafortunadamente fueron derrotados en las cumbres de Aculco.
Durante los intentos de la diputación poblana por anexarse Tlaxcala a su territorio, Hueyotlipan se unió a la diputación Tlaxcalteca que se negó a formar parte de la entidad vecina y junto con el pueblo a San Martín Xaltocan, envían un documento al Congreso General, en donde expresan su oposición a dicha anexión.
La Reforma.-  Después de la Revolución de Ayutla y con la Promulgación de la Constitución de 1857, Tlaxcala fue erigido en Estado Libre y Soberano. Como consecuencia, se convocó a un congreso Constituyente, que aparte de promulgar la carta local, entre otras disposiciones, publicó una ley de educación, por medio de la cual la instrucción primaria quedó sujeta a siete juntas directivas. El municipio de Hueyotlipan quedó integrado a la primera junta, con Tlaxcala y Tepeyanco.
En plena época del imperio, el país es dividido en 50 departamentos. Tlaxcala es uno de ellos y a su vez es dividida en 3 distritos integrados por 27 municipalidades. Hueyotlipan es una municipalidad que pertenece al distrito de Tlaxcala y se integra, además de la propia cabecera (Hueyotlipan), con San Simón, Españita, Metepec, La Magdalena y por la hacienda La Blanca.
Siendo gobernador sustituto Miguel Lira y Ortega, se inicia de nueva cuenta la reorganización del estado. La entidad vuelve a ser dividida territorialmente y se integra por 5 distritos: Hidalgo, Zaragoza, Juárez, Morelos y Ocampo. Hueyotlipan se ubica junto con Calpulalpan y Españita, en el distrito de Ocampo, conocido también como el quinto. Para 1882, siendo gobernador del estado Mariano Grajales, la división territorial vuelve a sufrir cambios, ahora se integra por cinco prefecturas y 3 subprefecturas. Hueyotlipan pertenecía a la prefectura del distrito de Ocampo, junto con Calpulalpan y Españita.
El Porfiriato.- Hueyotlipan por su situación geográfica dentro del distrito de Ocampo, se incorporó al desarrollo económico fincado en la modernización de las haciendas pulqueras y cerealeras. El auge económico de las haciendas se debió fundamentalmente a que la mayoría de ellas centraron su actividad en el cultivo del maguey y la fermentación del mismo, que era enviado a los expendios de pulque de la Ciudad de México, a través de las vías férreas.
La prosperidad de las haciendas no se tradujo en mejores niveles de vida para la población, quien a la inconformidad por sus condiciones de vida agregaría la inconformidad política, por la imposición que los hacendados propiciaban en los Ayuntamientos. La elección de autoridades municipales en 1908 causó protestas en distintos pueblos de Tlaxcala, entre ellos el de Hueyotlipan. Sus pobladores se dirigieron al Congreso Local, demandando la nulidad de las elecciones municipales por las infracciones que se habían cometido durante el proceso electoral. El diario oficial no señala si la comisión de gobernación las declaró nulas o las aprobó, como sí ocurrió en los casos de Contla y San Pablo del Monte, donde fueron nulificadas, designando Ayuntamientos provisionales en tanto se convocaba a elecciones.

## SigloXX
La Revolución Mexicana.- En los años inmediatos al levantamiento armado del 20 de noviembre de 1910, y siendo gobernador el dirigente obrero Antonio Hidalgo, comenta en su informe de gobierno que, Hueyotlipan dentro del distrito de Ocampo, se dignifica por buscar la educación de la niñez, pues cuenta con tres escuelas oficiales de niños y dos de niñas que atienden a la población escolar.
Época Contemporánea.- Durante 1918 y 1932, los campesinos viven con la esperanza de convertirse en propietarios de la tierra anhelada, algunos de ellos logran la meta, son años en que se vive una reestructuración en todo sentido: político, económico, industrial, etc. Para 1932 la producción pulquera sigue ocupando un lugar privilegiado en la economía del estado. Hueyotlipan en este año, produce un total de 799 639 litros.
De acuerdo con la ley orgánica del municipio en el estado de Tlaxcala, el municipio libre es la base de la división territorial y de la organización política y administrativa en el estado. Son considerados como tal 42 municipios, entre los que se incorpora a Hueyotlipan.
En los años cincuenta, la industria moderna no se había arraigado en el estado, lo mismo sucede con el comercio y con las instituciones bancarias. La banca oficial se hacía presente en el estado por medio del Banco Nacional de Crédito Ejidal, que tenía una agencia en Tlaxcala y jefaturas en Apizaco, Huamantla y Hueyotlipan.
Hacia 1970 y 1973 se observa un ascenso del movimiento campesino en Tlaxcala, el que se constituye como la primera parte del auge de la lucha campesina. A pesar de que Díaz Ordaz había anunciado que la fase distributiva de la reforma agraria había llegado a su fin y por su parte Aguirre Palancares, en ese momento Jefe del Departamento Agrario, declaró que en Tlaxcala no había más tierra que repartir, en el estado se denuncia, a través de la Federación de Estudiantes Tlaxcaltecas, ante el entonces Presidente de la República Luis Echeverría Álvarez, la existencia de 75 familias que poseen latifundios. En esta lista aparece el predio de San Blas, propiedad de Juan Nauden del municipio de Hueyotlipan.
De acuerdo con el informe oficial, entregado por el departamento de Asuntos Agrarios y colonización (DAAC), en su mayoría los predios se encontraban fraccionados, un ejemplo lo encontramos en San Blas, municipio de Hueyotlipan, que se dividió en 12 fracciones y los propietarios son: Jorge Naude Córdoba (finado), Alfonso de la Madrid, Marcela Naude, Antonio Yáñez, Luis Chávez, Dolores Naude de Cabañas, José de la Luz Pineda, Nohemí Naude de Alba.

#### División territorial
De conformidad con el Bando Municipal, la Ley Municipal y la Constitución del Estado de Tlaxcala el municipio de Hueyotlipan se encuentra organizado administrativamente en doce comunidades incluyendo una cabecera municipal. Para fines ilustrativos, a continuación se presentan las doce localidades que conforman el municipio:
- Adolfo López Mateos
- San Antonio Techalote
- El Carmen, las Carrozas
- Hueyotlipan (Cabecera Municipal)
- Ignacio Zaragoza
- San Andrés Cuaximala
- San Lorenzo Techalote
- San Diego Recoba
- San Simeón Xipetzinco
- San Manuel Tlalpan
- Santa María Ixcotla
- Santiago Tlalpan

#### Gobierno Municipal
El gobierno municipal se deposita en un cuerpo colegiado denominado Ayuntamiento de Hueyotlipan, el cual está conformado por los cargos de Presidencia Municipal, Síndicatura, y seis Regidurías de representación proporcional. Dichos cargos se renuevan cada tres años en procesos electorales locales ordinarios. Los Presidentes de Comunidad también son electos cada tres años y tienen calidad de munícipes, por lo que pueden participar con voz y voto en las sesiones de cabildo celebradas por el Ayuntamiento. 